# 화성 삼부작
화성 삼부작(Mars trilogy)은 킴 스탠리 로빈슨의 SF 소설이다.

## 이야기 요소

### 기업
"transnats"라는 별명의 트랜스내셔널 기업은 21세기 중반에 처음 등장하는 매우 강력한 다국적 기업이다. 로빈슨은 transnats를 그가 정한 메타내셔널(metanational)이라는 호칭으로 발전시킨다. 이 메타내셔널은 국적에 구애받지 않는다는 뜻으로 초국적 기업을 말한다. 시장 확대와 생산비나 노동비의 절감을 목표로 하여 국외 진출을 하며 본사나 연구개발소 등은 본국에 소재시키는 다국적 기업과 달리 초국적 기업은 핵심 본사 시설까지 해외에 위치시킨다. 메타내셔널 기업의 예로는 모토로라, 3M, 루슨트테크놀로지스 등이 있다. 이들 기업이 핵심 기능까지 해외 이전시키는 이유는 그렇게 함으로써 세계 경쟁에서의 경쟁력과 생산력을 드높일 수 있기 때문이다.

### 유전자 공학
유전자 공학은 Red Mars에서 처음 언급된다.

### 기타 주제
이 책은 또한 태양계의 달과 다른 행성의 식민지화에 대해서도 고찰하며 칼리스토, 수성, 티타니아, 미란다, 금성에의 정착이나 지구화에 대한 설명도 포함한다.

## 같이 보기
- 화성식민지
- 카바 (식물)
- 화성기
- 화성의 테라포밍